# Karl Karmarsch
Karl Karmarsch, né le 17 octobre 1803 à Vienne et mort le 24 mars 1879 à Hanovre, est un technologue autrichien et pendant de nombreuses années le premier directeur de l'École Polytechnique, plus tard l'Université Gottfried Wilhelm Leibniz de Hanovre.

## Biographie
Karl Karmarsch vient d'un milieu modeste : il est le fils d'un maître tailleur, le deuxième de douze enfants. Il étudie à l'Institut polytechnique de Vienne où il est l'assistant de Georg Altmütter (en) de 1819 à 1823.